# ギエ湖

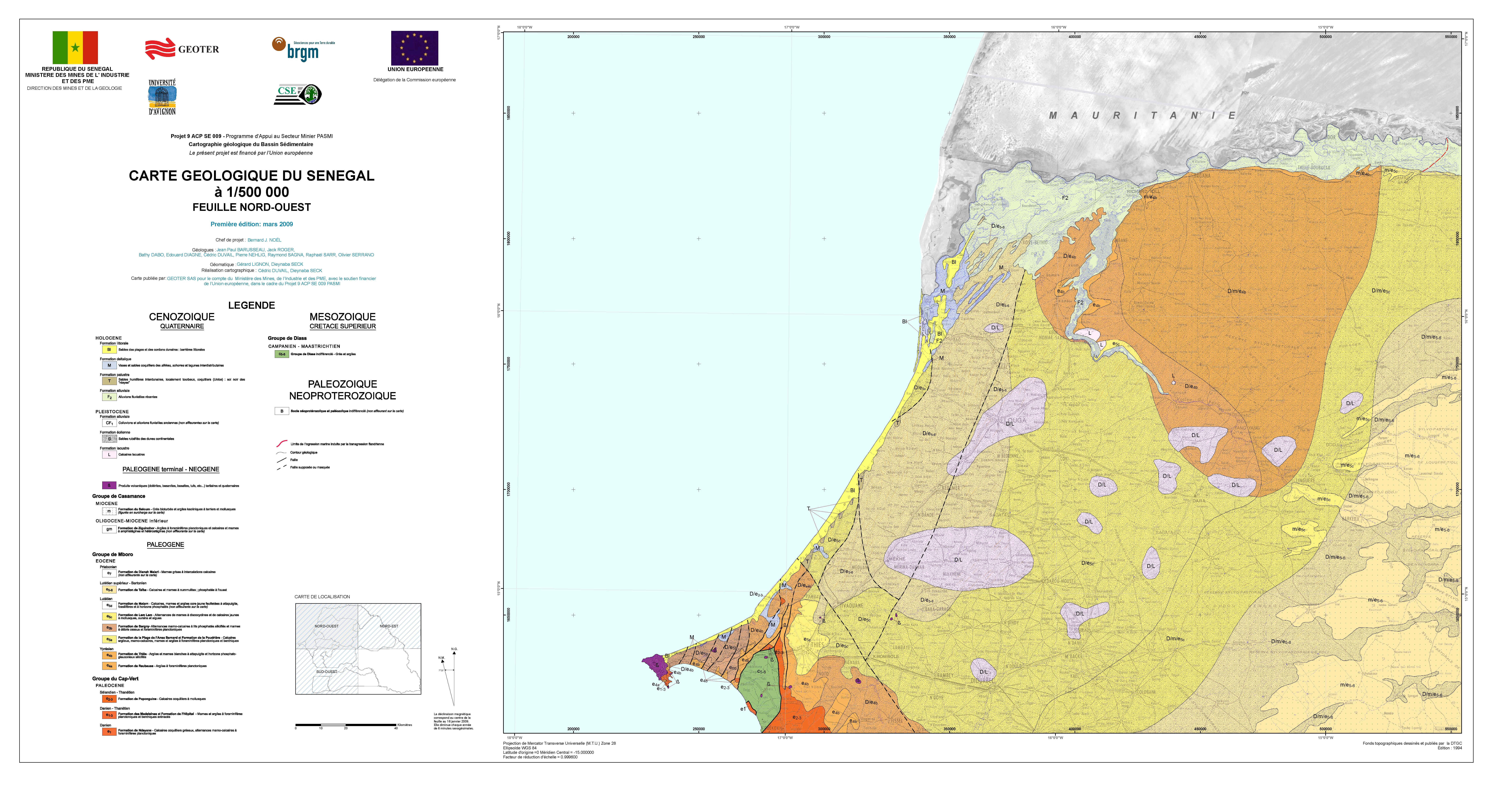
セネガル北部の地質図。ギエ湖は白色の粘土と泥灰土からなる土壌(e4b)が広がるエリアの北西部にある低地に形成されている。

ギエ湖（Le lac de Guiers）は、セネガル川の河口デルタ地帯の内陸に形成された淡水湖。セネガル北部に位置する。ギエ湖は「バラ色の湖」の呼び名で知られるレトバ湖ほどには有名でないが、セネガルで最大の湖である（#自然地理）。

## 自然地理

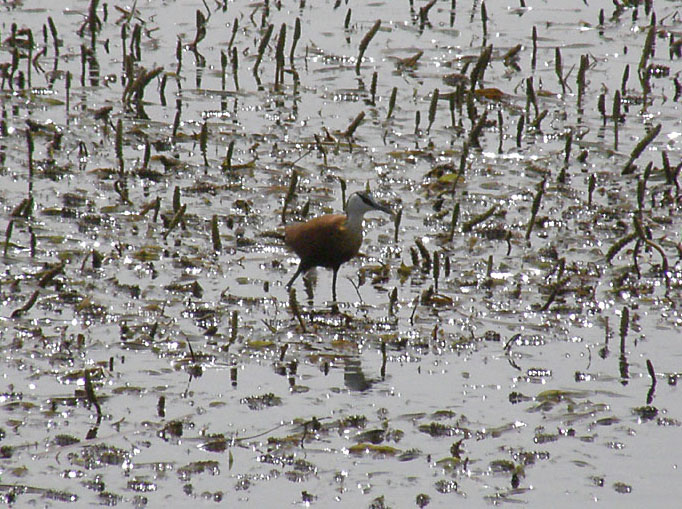
湖上にいるアフリカレンカク

ギエ湖は、モーリタニアの国境に近いリシャール＝トルの町から10 km ほど南西へ行った場所、大西洋岸のサン＝ルイの町から東へ 64 km ほどの場所に位置する。セネガルの行政区分上は、サンルイ州とルガ州にまたがるエリアに存在する。
ギエ湖のかたちは南北に細長い略四角形。西経15° 25' から 16° の間、かつ、北緯 15° 40' から 16° 25 の間に位置する。ギエ湖は、天然に形成された南北 50 km の長さに及ぶ細長い低地の中心に位置する。そのうち 35 km 分をギエ湖が占める。ギエ湖の東西の幅は最も広いところで約 8 km である。サヘル地帯の湖の多くがそうであるように、水深は浅く、最も深いところで 2.5メートルもない。平均水深は 1.3メートルである。世界湖沼環境委員会によると、水深の浅いギエ湖は同様の条件を持つチャド湖と多くの共通点を見出せる。
ギエ湖の水はフェルロに降った雨を集める涸れ谷により、南端から流入する。ギエ湖はセネガル川にタウエ運河という短い流路を介して接続しており、ギエ湖から水が流出するルートはここのみである。タウエ運河はフランス植民地時代に人工的に建設された運河である。
ギエ湖の水量と水面積は、1931年に湖の水を使った灌漑が開始されて以来、減少している。ギエ湖の面積は出典によってかなり差があるが、2018年の出典で、170 km2（霞ヶ浦の西浦と同じぐらい）である。2001年の出典で、面積 300 km2、水量 6億 m3 である。
湖にはナマズ目ギギ科のChrysichthys nigrodigitatus、ヒレナマズ科のClarias anguillarisやティラピア類のCoptodon guineensisなどの魚類が生息しており、湖および周辺部ではフトイガヤツリ、モモイロペリカン、アダンソンハコヨコクビガメ、アフリカマナティーなどの動植物も見られる。2013年に北岸の一部は「トック・トック・コミュニティ自然保護区」としてラムサール条約登録地となった。

## 人文地理

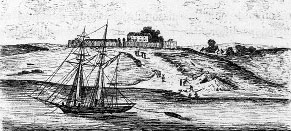
ギエ湖のほとりに立つメリナゲン砦

ギエ湖は、タクルール、ワーロ、ジョロフといった王国の興亡の歴史の舞台でもあった。ギエ湖の西岸には、ワーロ王国の首都が置かれたこともあった。ワーロ王国のみやこがあった場所は、現在は、ンデルという村になっている。

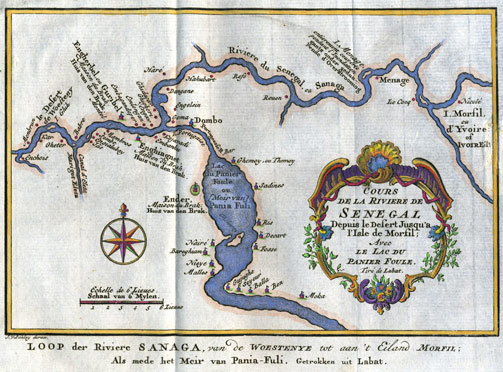
1760年ごろのジャン＝バチスト・ラバにより描かれたセネガル川流域の地図

ギエ湖は、18世紀にドミニコ会修道士ジャン＝バチスト・ラバにより書かれたセネガルの地誌によると、西アフリカの牧畜民プル人に、パニエ・フル（Panier Foule）あるいはパニア・フリ（Pania Fuli）の名称で呼ばれていたようである。ただし、ラバ自身はアフリカに旅したことはなく、地誌の内容はセネガルに赴任したフランス植民地官僚からもたらされた情報に基づく。
タウエ運河を経由して海水交じりのセネガル川の水がギエ湖に逆流すると、ギエ湖の塩分濃度が高くなるので、1916年にタウエ運河にダムが建設された。湖の水は、1931年から灌漑に利用されるようになった。
ギエ湖の水は、この地方の飲料水になるだけでなくダカール首都圏の飲料水にもなっている。すなわち、湖の南にあるグニス（Gnith）とクル・モマル・サル（Keur Momar Sarr）に立つ工場群で取水し処理された水が、300キロメートルもの長さに及ぶ地下水管によって運ばれている。2001年時点の計画で、将来的にはセネガル全体の飲料水需要の50％をギエ湖の水でまかなうことが構想されている。
1970年代にセネガル水道社（SDE）が設立され、2004年に機能が拡充された。これにより、人口が減少しているこの地方の戦略的重要性を強化することが期待された。しかしながら、種々の経済活動が同時に、無秩序に行われている。
ギエ湖に面した地帯は、半砂漠気候に属しているため、伝統的には牧畜が営まれていて非常に肥沃である。同地帯からリシャール＝トルまでの地帯には、セネガル製糖社（CSS）が運営するサトウキビ畑がある。また、コメとサツマイモも栽培されている。
ギエ湖においては漁労も重要な経済活動の一つで、年間2000トン近くを水揚げする。